# Canonieră

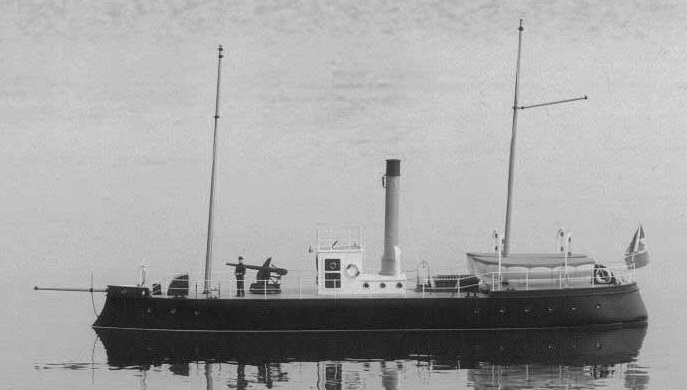
Canoniera Fulgerul

Canoniera este un tip de navă de război de dimensiuni mici, înarmată cu unul sau mai multe tunuri și folosită la patrulare, escortare, servicii de pază etc. a coastelor și a fluviilor.